# 28842 Bhowmik
28842 Bhowmik este un asteroid din centura principală de asteroizi.

## Descriere
28842 Bhowmik este un asteroid din centura principală de asteroizi. A fost descoperit pe 7 mai 2000 la Socorro, New Mexico, în cadrul proiectului LINEAR. Asteroidul prezintă o orbită caracterizată de o semiaxă mare de 2,91 ua, o excentricitate de 0,07 și o înclinație de 1,2° în raport cu ecliptica.